# Jocelyn Hay
Jocelyn Hay (30. července 1927 – 21. ledna 2014) byla velšská novinářka a televizní reportérka. Narodila se ve městě Swansea na jihu Walesu jako dcera účetního. Po vypuknutí druhé světové války odjela do Austrálie, kde žila u tety. Po konci války se vrátila ke svým rodičům, kteří nyní žili v italském Terstu. V roce 1983 založila neziskovou organizaci Voice of the Listener & Viewer věnující se ochraně veřejnoprávního vysílání. V roce 1999 jí byl udělen titul člen Řádu britského impéria, o šest let později byla povýšena na komandéra. Zemřela v lednu roku 2014 ve věku 86 let.